# Vladyslav Pryjmak
Vladyslav Andrijovyč Pryjmak (in ucraino Владислав Андрійович Приймак?, trasl. angl. Vladyslav Pryimak; Sinferopoli, 30 agosto 1996) è un calciatore ucraino, difensore dell'Obolon'.

## Caratteristiche tecniche
È un difensore centrale.

## Carriera
Prodotto del settore giovanile del Prykarpattja, dal 2012-2015 ha giocato nelle giovanili della Dinamo Kiev.
Rientrato alla base nel 2016 ha esordito fra i professionisti il 24 luglio successivo disputando l'incontro di Druha Liha vinto 6-0 contro l'Arsenal Bila Cerkva.
Nel dicembre 2017 si è trasferito al Veres Rivne, militante in Prem"jer-liha. Al termine della stagione, dove ha collezionato 8 presenze, viene acquistato a titolo definitivo dal L'viv.

## Statistiche
Statistiche aggiornate al 17 giugno 2020.

### Presenze e reti nei club
| Stagione            | Squadra             | Campionato          | Campionato | Campionato | Coppe nazionali | Coppe nazionali | Coppe nazionali | Coppe continentali | Coppe continentali | Coppe continentali | Altre coppe | Altre coppe | Altre coppe | Totale | Totale | Totale |
| Stagione            | Squadra             | Comp                | Pres       | Reti       | Comp            | Pres            | Reti            | Comp               | Pres               | Reti               | Comp        | Pres        | Reti        | Pres   | Reti   |        |
| ------------------- | ------------------- | ------------------- | ---------- | ---------- | --------------- | --------------- | --------------- | ------------------ | ------------------ | ------------------ | ----------- | ----------- | ----------- | ------ | ------ | ------ |
| 2016-2017           | Prykarpattja        | 3L                  | 27         | 4          | CU              | 0               | 0               |                    | -                  | -                  |             | -           | -           | 27     | 4      |        |
| 2017-gen. 2018      | Prykarpattja        | 3L                  | 16         | 1          | CU              | 4               | 0               |                    | -                  | -                  |             | -           | -           | 20     | 1      |        |
| Totale Prykarpattja | Totale Prykarpattja | Totale Prykarpattja | 43         | 5          |                 | 4               | 0               |                    | -                  | -                  |             | -           | -           | 47     | 5      |        |
| gen.-giu. 2018      | Veres Rivne         | PL                  | 8          | 0          | CU              | 0               | 0               |                    | -                  | -                  |             | -           | -           | 8      | 0      |        |
| 2018-2019           | L'viv               | PL                  | 23         | 1          | CU              | 2               | 0               |                    | -                  | -                  |             | -           | -           | 25     | 1      |        |
| 2019-2020           | L'viv               | PL                  | 19         | 0          | CU              | 0               | 0               |                    | -                  | -                  |             | -           | -           | 19     | 0      |        |
| Totale carriera     | Totale carriera     | Totale carriera     | 93         | 6          |                 | 6               | 0               |                    | -                  | -                  |             | -           | -           | 99     | 6      |        |